# Кам'янське водосховище (Харківська область)
 Ка́м'янське водосхо́вище  — невелике руслове водосховище на річці Кам'янка (права притока р. Сіверський Донець). Розташоване в Ізюмському районі Харківської області.
- Водосховище побудовано в 1981 році по проекту інституту "Харківдіпроводгосп".
- Призначення - зрошення, риборозведення, рекреація.
- Вид регулювання - багаторічне.

## Основні параметри водосховища
- нормальний підпірний рівень — 85,0 м;
- форсований підпірний рівень — 86,5 м;
- рівень мертвого об'єму — 79,0 м;
- повний об'єм — 5,01 млн м³;
- корисний об'єм — 4,51 млн м³;
- площа дзеркала — 137 га;
- довжина — 2,85 км;
- середня ширина - 0,43 км;
- максимальні ширина - 1,10 км;
- середня глибина — 3,66 м;
- максимальна глибина — 9,20 м.

## Основні гідрологічні характеристики
- Площа водозбірного басейну - 161 км².
- Річний об'єм стоку 50% забезпеченості - 10,1 млн м³.
- Паводковий стік 50% забезпеченості - 7,9 млн м³.
- Максимальні витрати води 1% забезпеченості - 186 м³/с.

## Склад гідротехнічних споруд
- Глуха земляна гребля шириною - 10 м. Закладення верхового укосу - 1:8, низового укосу - 1:2,5.
- Шахтний водоскид із монолітного залізобетону висотою - 10,7 м, трьохвічкова, овальна в плані з площею проточної частини - 70 м².
- Водовідвідна труба трьохвічкова ширино кожного вічка по 3 м, висота - 2,5 м, довжина - 54 м.
- Донний водоспуск із двох сталевих труб діаметром 700 мм, обладнаних засувками.

## Використання водосховища
Водосховище було побудовано для зрошення в колгоспі "Україна" Ізюмського району.
На даний час використовується для риборозведення СЗАТ "Ізюм-риба".